# Myron Kerstein
Myron I. Kerstein (* 15. August 1970 im Los Angeles County, Kalifornien, Vereinigte Staaten) ist ein US-amerikanischer Filmeditor.

## Leben
Kerstein war seit Mitte der 1990er Jahre als Schnittassistent aktiv und als solcher an mehreren Film- und Fernsehproduktionen beteiligt. 1999 trat er erstmals als eigenständiger Schnittmeister in Erscheinung. Es folgten mehr als zwei Dutzend Produktionen für Film und Fernsehen, darunter mehrere Komödien. Regisseure, mit denen er mehrfach zusammenarbeitete, sind Zach Braff, Jon M. Chu und Paul Weitz. Die gemeinsame Arbeit mit Andrew Weisblum an Tick, Tick… Boom! brachte den beiden u. a. 2021 eine Nominierung bei den Satellite Awards 2021 und 2022 eine Oscar-Nominierung ein. Im selben Jahr wurde er in die Academy of Motion Picture Arts and Sciences (AMPAS) berufen, die alljährlich die Oscars vergibt.

## Filmografie (Auswahl)
- 2002: Sommer in New York (Raising Victor Vargas)
- 2004: Garden State
- 2004: Reine Chefsache (In Good Company)
- 2005: Ein Duke kommt selten allein (The duke of Hazzards)
- 2006: American Dreamz – Alles nur Show
- 2008: Der große Buck Howard (The Great Buck Howard)
- 2008: Nick und Norah – Soundtrack einer Nacht (Nick and Norah’s Infinite Playlist)
- 2009: Fame
- 2010: Meine Frau, unsere Kinder und ich (Little Fockers)
- 2001: Glee on Tour – Der 3D Film (Glee: The 3D Concert Movie)
- 2012: LOL
- 2014: Wish I Was Here
- 2017: Abgang mit Stil (Going in Style)
- 2018: Crazy Rich (Crazy Rich Asians)
- 2021: In the Heights
- 2021: Tick, Tick… Boom!
- 2024: Wicked